# Sergej Sirotkin
Sergej Olegovič Sirotkin (* 27. srpna 1995 Moskva) je ruský automobilový závodník, který v roce 2018 působil jako pilot Formule 1 ve stáji Williams. V roce 2011 vyhrál Formuli Abarth, v roce 2012 byl celkově třetí v seriálu Auto GP s týmem Euronova Racing. Dnes působí jako záložní pilot týmů Renault a McLaren. Po Vitalijovi Petrovovi, Daniilovi Kvjatovi a Nikitovi Mazepinovi je teprve čtvrtým ruským pilotem, co se kdy účastnil Formule 1.

## Formule 1
V roce 2014 byl nominovaný jako pilot Formule 1 u stáje Sauber. Měl se stát nejmladším pilotem formule 1 v historii. V roce 2013 pro tuto stáj testoval vozy, ale jezdil ještě v seriálu Formule Renault 3.5 s českým týmem ISR Racing. Stáj Sauber se nakonec pro rok 2014 rozhodla angažovat Estebana Gutiérreze a Adriana Sutila. Jako testovací jezdec v roce 2015 ukončil svou spolupráci se Sauberem a od roku 2016 do roku 2017 testoval vozy stáje Renault.

### Williams (2018)
Dne 16. ledna 2018 byl Sirotkin potvrzen jako jezdec týmu Williams. Jeho týmovým kolegou byl Lance Stroll. První závod v Austrálii nedokončil kvůli problému s brzdami. Další dva závody dojel na patnáctém místě. Při kvalifikaci na Velkou cenu Ázerbájdžánu se poprvé dostal do druhé části kvalifikace a startoval z dvanáctého místa. Ze závodu musel odstoupit po kolizi v prvním kole. Ve Velké ceně Itálie získal svůj první bod poté, co byl Romain Grosjean diskvalifikován za porušení technických pravidel. Před posledním závodem v Abú Zabí bylo oznámeno, že v další sezóně Sirotkin s týmem nebude pokračovat. V sezóně se umístil na posledním 20. místě se ziskem jediného bodu.

### Renault a McLaren (2019)
V sezóně 2019 působil jako rezervní jezdec v týmech Renault a McLaren.

## Kompletní výsledky ve Formuli 1
| Legenda k tabulce | Legenda k tabulce                                                                       |
| Barva             | Výsledek                                                                                |
| ----------------- | --------------------------------------------------------------------------------------- |
| Zlatá             | Vítěz                                                                                   |
| Stříbrná          | 2. místo                                                                                |
| Bronzová          | 3. místo                                                                                |
| Zelená            | Bodované umístění                                                                       |
| Modrá             | Nebodované umístění                                                                     |
| Modrá             | Dokončil neklasifikován (NC)                                                            |
| Fialová           | Odstoupil (Ret)                                                                         |
| Červená           | Nekvalifikoval se (DNQ)                                                                 |
| Červená           | Nepředkvalifikoval se (DNPQ)                                                            |
| Černá             | Diskvalifikován (DSQ)                                                                   |
| Bílá              | Nestartoval (DNS)                                                                       |
| Bílá              | Závod zrušen (C)                                                                        |
| Světle modrá      | Pouze trénoval (PO)                                                                     |
| Světle modrá      | Páteční testovací jezdec (TD)                                                           |
| Bez barvy         | Netrénoval (DNP)                                                                        |
| Bez barvy         | Vyřazen (EX)                                                                            |
| Bez barvy         | Nepřijel (DNA)                                                                          |
| Bez barvy         | Odvolal účast (WD)                                                                      |
| Bez barvy         | Nezúčastnil se (prázdné)                                                                |
| Označení          | Význam                                                                                  |
| Tučnost           | Pole position                                                                           |
| Kurzíva           | Nejrychlejší kolo                                                                       |
| †                 | Jezdec nedojel do cíle, ale byl klasifikován, protože odjel více než 90 % délky závodu. |
| ‡                 | Byl udělován poloviční počet bodů, protože bylo odjeto méně než 75 % délky závodu.      |
| Horní index       | Umístění bodujících jezdců ve sprintu                                                   |

| Rok                                            | Tým                     | Vůz            | Motor                           | 1       | 2      | 3      | 4       | 5      | 6      | 7      | 8      | 9      | 10     | 11      | 12     | 13     | 14     | 15     | 16     | 17     | 18     | 19     | 20     | 21     | Body | Umístění  |
| ---------------------------------------------- | ----------------------- | -------------- | ------------------------------- | ------- | ------ | ------ | ------- | ------ | ------ | ------ | ------ | ------ | ------ | ------- | ------ | ------ | ------ | ------ | ------ | ------ | ------ | ------ | ------ | ------ | ---- | --------- |
| 2014                                           | Sauber F1 Team          | Sauber C33     | Ferrari 059/3                   | AUS     | MAL    | BHR    | CHN     | ESP    | MON    | CAN    | AUT    | GBR    | GER    | HUN     | BEL    | ITA    | SIN    | JPN    | RUS TD | USA    | BRA    | ABU    |        |        | –    | –         |
| 2015: Sergej Sirotkin se neúčastnil Formule 1. |                         |                |                                 |         |        |        |         |        |        |        |        |        |        |         |        |        |        |        |        |        |        |        |        |        |      |           |
| 2016                                           | Renault Sport F1 Team   | Renault R.E.16 | Renault R.E.16 1.6 V6 t         | AUS     | BHR    | CHN    | RUS TD  | ESP    | MON    | CAN    | EUR    | AUT    | GBR    | HUN     | GER    | BEL    | ITA    | SIN    | MAL    | JPN    | USA    | MEX    | BRA TD | ABU    | –    | –         |
| 2017                                           | Renault Sport F1 Team   | Renault R.S.17 | Renault R.E.17                  | AUS     | CHN    | BHR    | RUS TD  | ESP TD | MON    | CAN    | AZE    | AUT TD | GBR    | HUN     | BEL    | ITA    | SIN    | MAL TD | JPN    | USA    | MEX    | BRA    | ABU    |        | –    | –         |
| 2018                                           | Williams Martini Racing | Williams FW41  | Mercedes M09 EQ Power+ 1.6 V6 t | AUS Ret | BAH 15 | CHN 15 | AZE Ret | ESP 14 | MON 16 | CAN 17 | FRA 15 | AUT 13 | GBR 14 | GER Ret | HUN 16 | BEL 12 | ITA 10 | SIN 19 | RUS 18 | JPN 16 | USA 13 | MEX 13 | BRA 16 | ABU 15 | 1    | 20. místo |